# Pigay-ház (Miskolc)
A Pigay-ház Miskolcon, a Széchenyi utca 49. alatt áll, Pigay Imre vaskereskedő építtette 1928-ban.

## Története
Pigay Imre két vasboltot működtetett Miskolcon. Az egyik az apósától, Merkl Gyulától átvett üzlet az akkor éppen Horváth Nagyszálloda néven regnáló Három Rózsa Szálló nyugati részén helyezkedett el (szomszédja a Szabó-házban helyiséget bérlő Fehér Kígyó Gyógyszertár volt). A másik vaskereskedést Molnár Sándortól vette át, ez is a közelben (mai Széchenyi utca 50. szám) volt. Mindkét bolt sikeresen működött évtizedeken át. Pigay az 1900-as évek első évtizedében megvásárolta a szemközti Bloch-ház (Széchenyi utca 43.) fele részét. Ez az épületrész azonban annyira tönkre ment az idők folyamán (részben még az 1878-as árvíz következményeként), hogy a helyi sajtó már esetleges összeomlásáról írt, ezért 1927-ben lebontották. Pigay a Miskolcon nívós referenciákkal rendelkező Árva Pált bízta meg a tervek elkészítésével, és az új, háromemeletes lakó- és üzletház 1928-ra el is készült. Az emeleteken a tulajdonos és más bérlők lakása volt, illetve irodák is működtek itt, a földszinti üzlethelyiségben pedig természetesen Pigay Imre vaskereskedése foglalt helyet. Az üzletben még a 20. század második felében is vas-edénybolt működött. Az üzlethelyiség „modernizált” portáljai mögött 2017-ben presszó működik.

## Leírása
Az épület háromemeletes, emeletenként eltérő, de összhangot mutató kialakítással. Feltűnő az eltérő magasság; az első emeleten irodahelyiségek voltak, a második, nagyobb belmagasságú részben a Pigay család lakása volt, a harmadik emelet szintén lakások számára épült. Mindhárom emelet különböző homlokzati ritmusú: az első emelet négy-, a második és a harmadik háromaxisú kiképzést kapott. A földszint és az első emelet között három tükrös homloklapú, illetve az épület két szélén egy-egy sima pillér helyezkedik el. A középső pillér fejezetét törtívű pajzs díszíti, az első emeleti ablakok felső részénél pedig hosszúkás, akantuszos konzolok helyezkednek el. Az első emeleti ablakok díszei a míves kovácsoltvas neorokokó könyöklőrácsok. Hasonló kovácsoltvas hórácsok vannak a tető elülső részén. Az első és a második emeletet széles osztópárkány választja el, rajta kicsiny rozettadíszekkel. Az épület jellegzetes megjelenését a második-harmadik emelet középtengelyéből kiemelkedő, félköríves zárt erkély adja. A második emelet ablakai timpanonos keretelésűek, a harmadik emeletiek egyenes kereteléssel készültek. A harmadik emelet ablakai között kis kiülésű vakolattükröket helyeztek el, a középsőkön rozettákkal díszítve. A koronázópárkány alatt szögletes meander fut végig. A földszint jobb (keleti) oldalán van a kapubejáró, ebből nyílik a ház emeleti részeinek a bejárata.

## Képek

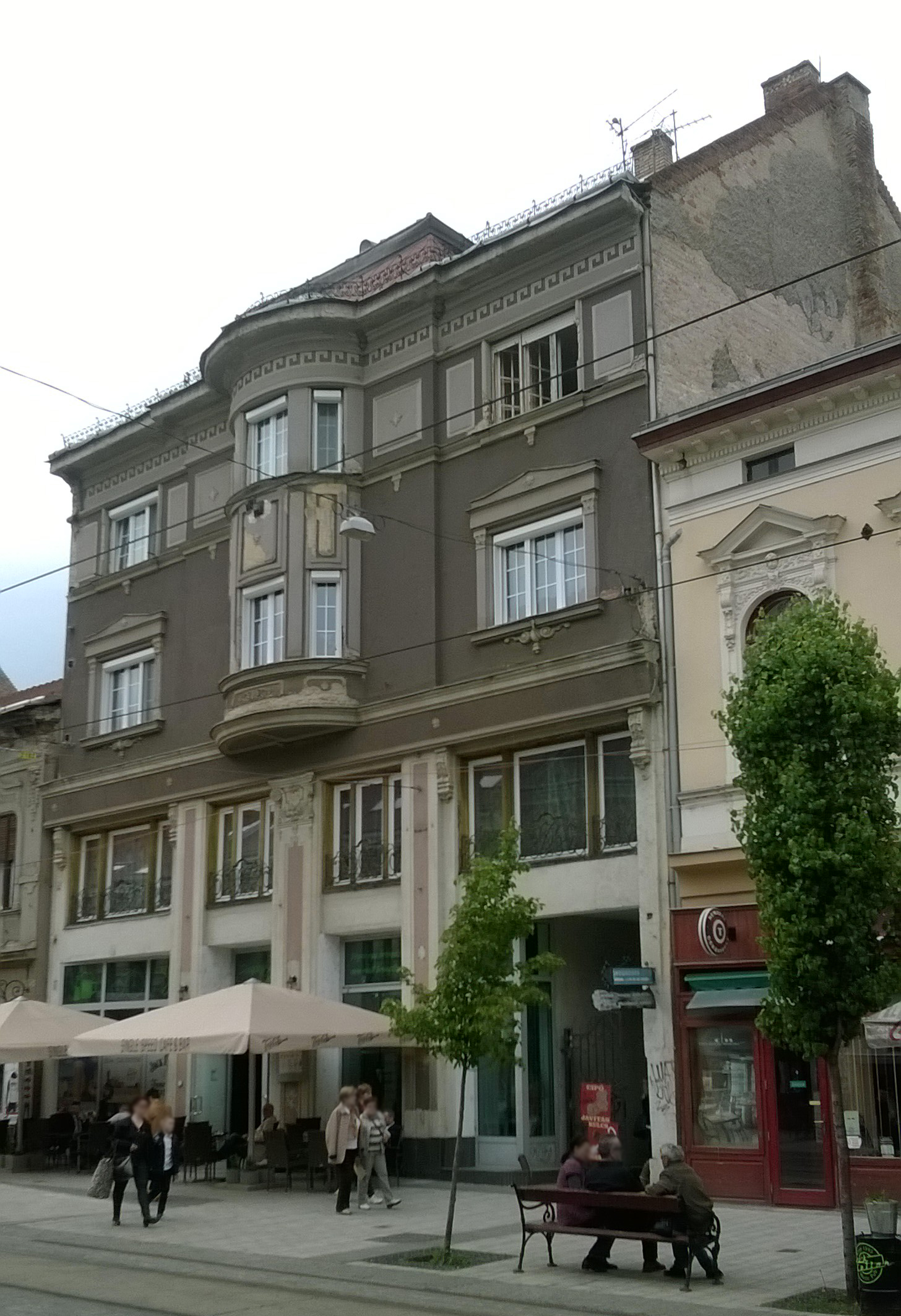
A ház délkeletről
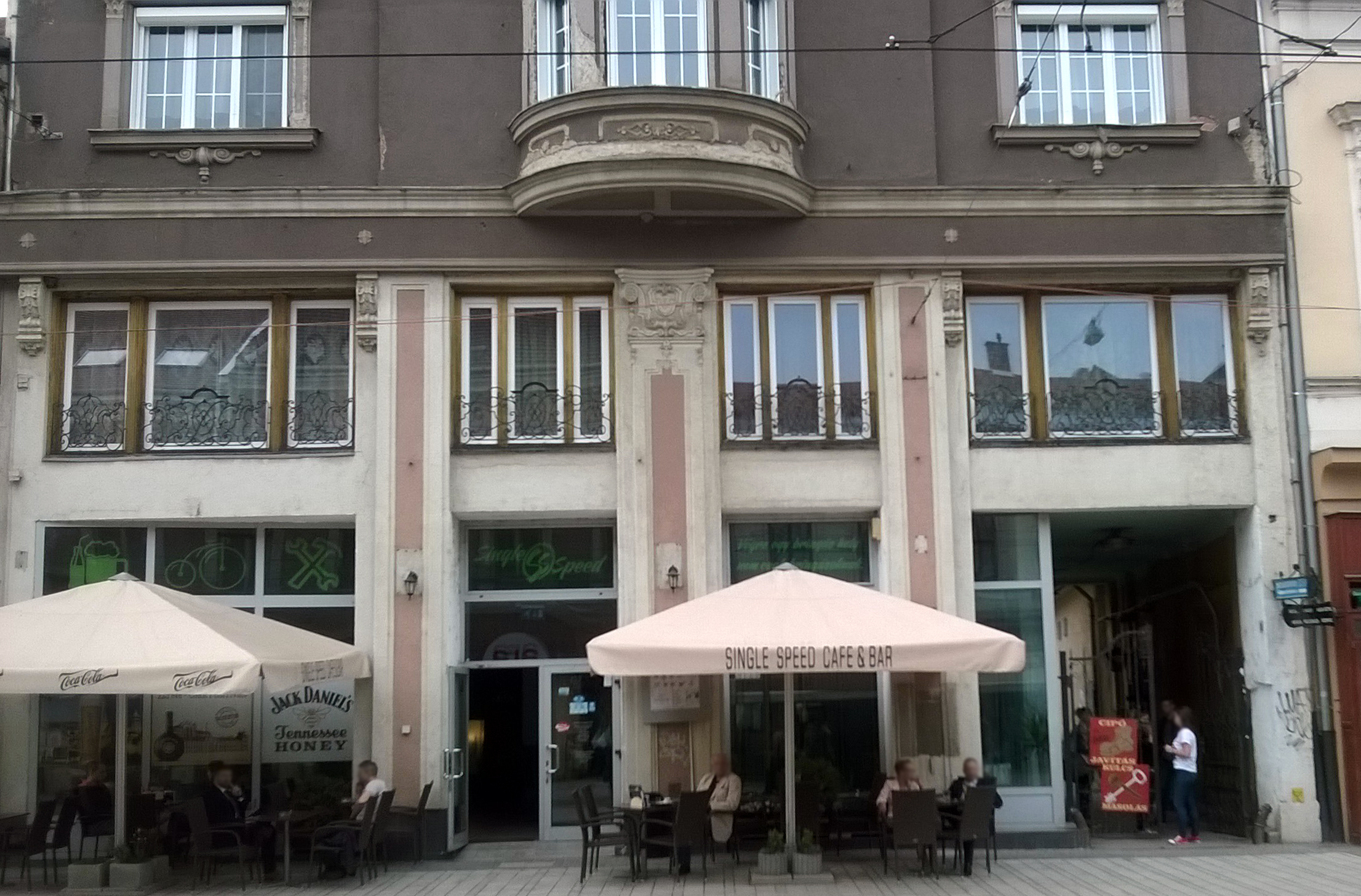
Az épület alsó traktusa
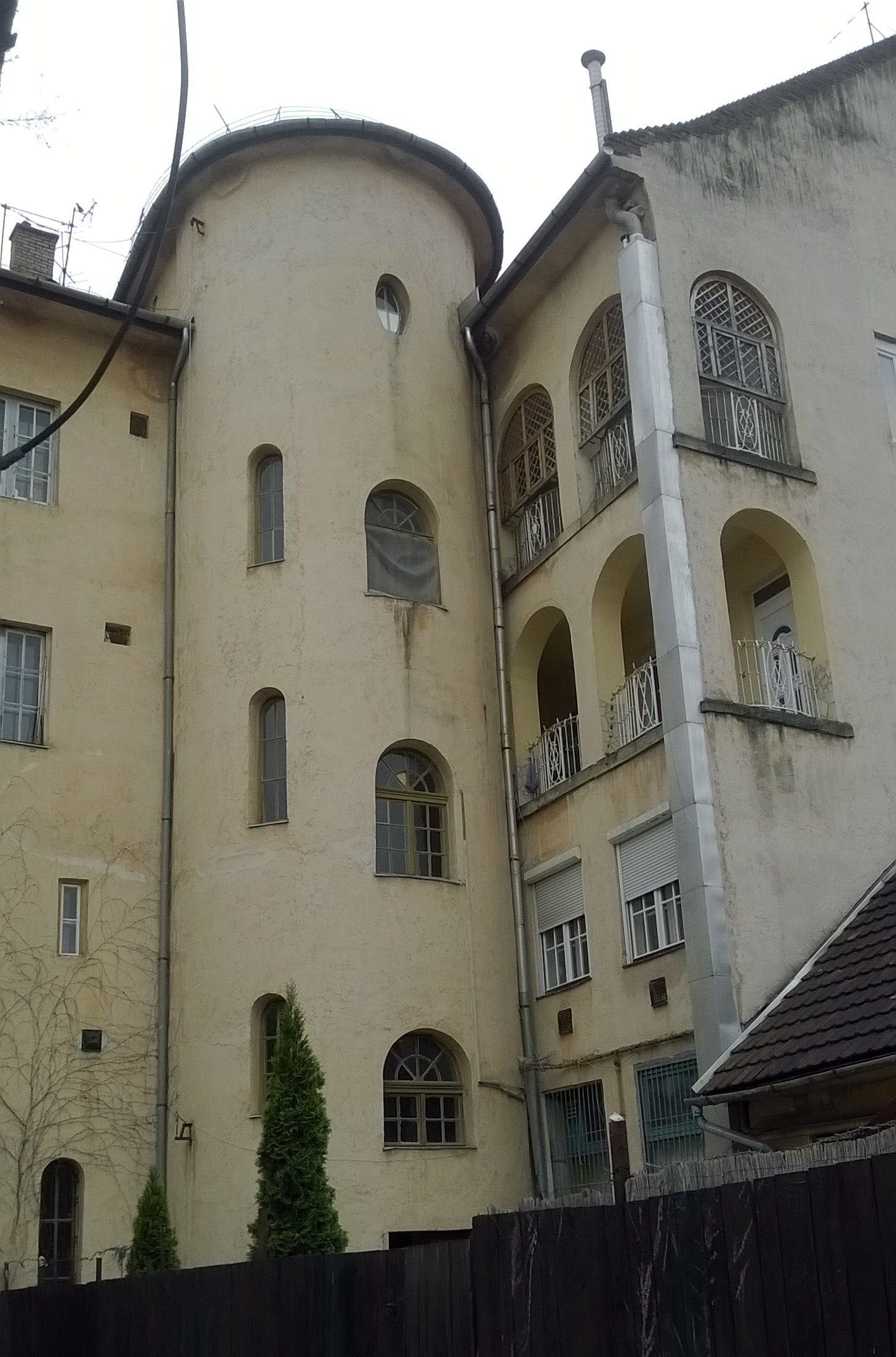
A ház hátsó frontja